# Yolanda Morazzo
Yolanda Morazzo (São Vicente, Cabo Verde, 16 de diciembre de 1927 - Lisboa, 28 de enero de 2009) fue una escritora de poesía y ficción corta en portugués. 

## Biografía
Vivió durante muchos años en Portugal y estaba vinculada con el movimiento Claridade de las escritoras y escritores de Cabo Verde. Fue una de las fundadoras de la revista literaria Suplemento Cultural. Era nieta de José Lopes, uno de los más grandes poetas de Cabo Verde.
Se graduó en francés y literatura francesa moderna, en la Alianza Francesa y el Instituto Británico. Viajó a Angola en 1958 con su marido durante la época de la guerra colonial portuguesa, donde dio clases particulares, y en 1968 también trabajó un tiempo en la embajada yugoslava.
Su trabajo aparece en Across the Atlantic: An Anthology of Cape Verdean Literature, editado por María M. Ellen. Un poema, "Barcos" se puede encontrar en el CD Poesía de Cabo Verde y sete poemas de Sebastião da Gama, de Afonso Dias.

## Obras
- Cantico de ferro: Poesia de Intervenção (Edições Petra, 1976).[7]
- Poesia completa: 1954-2004. Imprensa Nacional-Casa da Moeda, 2006.[8]

Eu filha de África
mascarada de europeu
águia bicéfala
olhando a África de um lado
e do outro a Europa
para onde tombar a minha cabeça?
Onde encontrar a minha origem?
Onde construir a minha cabana?.